# Bouconville-sur-Madt
 Bouconville-sur-Madt  là một xã thuộc tỉnh Meuse trong vùng Grand Est đông nam nước Pháp. Xã này nằm ở khu vực có độ cao trung bình 220 mét trên mực nước biển.
Thị trấn nằm ở tả ngạn sông Rupt de Mad, sông chảy theo hướng tây bắc qua phía đông thị trấn.